# Mistrovství světa juniorů v ledním hokeji 2015
39. Mistrovství světa juniorů v ledním hokeji 2015 se konalo od 26. prosince 2014 do 5. ledna 2015 v kanadských městech Toronto a Montréal. Juniorské mistrovství světa se na území Kanady konalo už po jedenácté.

## Stadiony
| Toronto                                      | Montréal                               |
| Air Canada Centre Kapacita: 18 819 18 zápasů | Centre Bell Kapacita: 21 273 12 zápasů |
|                                              |                                        |

## Herní systém
Ve dvou základních skupinách hrálo vždy pět týmů systémem každý s každým. Vítězství se počítalo za tři body, v případě nerozhodného výsledku si oba týmy připsaly bod a následovalo 5 minutové prodloužení a v případě nerozhodného výsledku samostatné nájezdy. Tato kritéria rozhodovala o držiteli bonusového bodu.
Z obou skupin postoupila čtyři mužstva, která hrála čtvrtfinále křížovým způsobem (vítězové skupin se čtvrtými týmy z opačných skupin, druzí hráli se třetími). Páté týmy základních skupin hrály spolu sérii na dva vítězné zápasy, poražené mužstvo ze série (Německo) sestoupilo z elitní skupiny.
V playoff se v případě nerozhodného výsledku po základní hrací době prodlužovalo deset minut (ve finále dvacet), případně následovala trestná střílení. Vítěz zápasu postoupil dále.
V nižších divizích I, II a III byly týmy rozděleny podle výkonnosti do skupin A a B (ve III. divizi skupiny nejsou). Vítěz A skupiny I. divize postoupil mezi elitu, poslední spadl do B skupiny a nahradil jej vítěz skupiny B. Nejhorší tým B skupiny I. divize sestoupil do A skupiny II. divize, jejíž vítěz se posunul do B skupiny I. divize a poslední sestoupil do B skupiny. V B skupině II. divize poskočil vítěz do A skupiny a poslední sestoupil do III. divize, jejíž vítěz jej
nahradí.

## Oprávnění hrát na turnaji
Hráč byl oprávněn hrát na Mistrovství světa juniorů v roce 2015, jestliže:
- byl mužského pohlaví;
- narodil se nejdříve v roce 1995 nebo nejpozději v roce 2000;
- byl občan dané země, kterou na turnaji reprezentoval;
- spadal pod národní asociaci, která je členem IIHF.

Hráč, který se narodil v roce 1995 musel mít své dvacáté narozeniny v období, kdy se šampionát konal, to znamená, že pokud měl nějaký hráč dvacáté narozeniny v průběhu sezóny 2014/15 mohl se ještě šampionátu zúčastnit. Hráč, který se narodil v roce 2000 musel mít své patnácté narozeniny v příslušný rok, v jakém se šampionát konal, tedy v období mezi 1. - 5. lednem 2015.

## Rozhodčí
IIHF nominovala na Mistrovství světa juniorů 12 hlavních rozhodčích a 10 čárových sudích.
hlavní rozhodčí
- Vladimír Baluška
- Lars Brüggemann
- Roman Gofman
- Antonín Jeřábek
- Mikko Kaukokari
- Geoffrey Miller
- Linus Öhlund
- Konstantin Olenin
- Steve Patafie
- Pascal St-Jacques
- Marcus Vinnerborg
- Tobias Wehrli

čároví
- Jordan Browne
- Pierre Dehaen
- Gleb Lazarev
- Miroslav Lhotský
- Andreas Malmqvist
- Bevan Mills
- Jani Pesonen
- Nikolaj Ponomarjow
- Judson Ritter
- Simon Wüst

## Legenda
Toto je seznam vysvětlivek použitých v souhrnech odehraných zápasů.
| - PH1 – Branka v přesilové hře (5 na 4) - PH2 – Branka v přesilové hře (5 na 3) - VO1 – Branka v oslabení (4 na 5) | - VO2 – Branka v oslabení (3 na 5) - SV – Gól při signalizovaném vyloučení - PB – Gól do prázdné branky | - PP – Gól při odvolání brankáře (power play) - ts. – Gól z trestného střílení - vla. – Vlastní gól |

## Základní skupiny
Všechny časy jsou uvedeny v středoevropském čase (SEČ). Data jsou skutečné místní termíny zápasů, zápasy od 1:00 či 2:00 se tak hrály po středoevropské půlnoci (v následující den).

### Skupina A
| Legenda                         |
| ------------------------------- |
| Týmy postupující do čtvrtfinále |
| Tým bude hrát o udržení         |

#### Tabulka
| Poř. | Tým       | Kanada | USA   | Slovensko | Finsko | Německo |  | Z | V | VP | PP | P | VG | IG | +/- | B  |
| ---- | --------- | ------ | ----- | --------- | ------ | ------- |  | - | - | -- | -- | - | -- | -- | --- | -- |
| 1.   | Kanada    | xxx    | 5:3   | 8:0       | 4:1    | 4:0     |  | 4 | 4 | 0  | 0  | 0 | 21 | 4  | +17 | 12 |
| 2.   | USA       | 3:5    | xxx   | 3:0       | 2:1 n  | 6:0     |  | 4 | 2 | 1  | 0  | 1 | 14 | 6  | +8  | 8  |
| 3.   | Slovensko | 0:8    | 0:3   | xxx       | 2:1    | 5:2     |  | 4 | 2 | 0  | 0  | 2 | 7  | 14 | −7  | 6  |
| 4.   | Finsko    | 1:4    | 1:2 n | 1:2       | xxx    | 2:0     |  | 4 | 1 | 0  | 1  | 2 | 5  | 8  | −3  | 4  |
| 5.   | Německo   | 0:6    | 0:4   | 2:5       | 0:2    | xxx     |  | 4 | 0 | 0  | 0  | 4 | 2  | 17 | −15 | 0  |

#### Zápasy
| 26. prosince 2014 21:00 | Finsko | 1 : 2 SN (1:1, 0:0, 0:0 ; 0:0 ; 0:1) | USA | Centre Bell, Montréal Návštěvnost: 8 006 |  |

| Zpráva                                                            |                                                                   |                                        |                                                                                      |                                                                            |
| Ville Husso                                                       | Ville Husso                                                       | Brankáři                               | Thatcher Demko                                                                       | Rozhodčí: Konstantin Olenin Tobias Wehrli Čároví: Gleb Lazarev Bevan Mills |
| M. Rantanen – 01:22 Artturi Lehkonen Juuso Ikonen Kasperi Kapanen | M. Rantanen – 01:22 Artturi Lehkonen Juuso Ikonen Kasperi Kapanen | 1:0 1:1 Samostatné nájezdy 0:1 1:1 1:2 | 13:54 – A. Tuch (J. Eichel, A. Deangelo) (PH1) Jack Eichel Sonny Milano Chase de Leo | Rozhodčí: Konstantin Olenin Tobias Wehrli Čároví: Gleb Lazarev Bevan Mills |
| 12 min                                                            | 12 min                                                            | Tresty                                 | 12 min                                                                               | Rozhodčí: Konstantin Olenin Tobias Wehrli Čároví: Gleb Lazarev Bevan Mills |
| 29                                                                | 29                                                                | Střely                                 | 38                                                                                   | Rozhodčí: Konstantin Olenin Tobias Wehrli Čároví: Gleb Lazarev Bevan Mills |

| 26. prosince 2014 02:00 | Kanada | 8 : 0 (3:0, 4:0, 1:0) | Slovensko | Centre Bell, Montréal Návštěvnost: 14 142 |  |

| Zpráva | |                                 |                                            |                                                                               |
| Zach Fucale | Zach Fucale | Brankáři                        | Denis Godla (od. 32. min. David Okoličány) | Rozhodčí: Steve Patafie Marcus Vinnerborg Čároví: Miroslav Lhotský Simon Wüst |
| R. Fabbri (A. Duclair, S. Reinhart) – 04:52 A. Duclair (M. Domi) – 08:17 R. Fabbri (N. Petan, M. Bowey) – 09:09 N. Paul (L. Crouse, J. Virtanen) – 26:56 B. Point (R. Fabbri, N. Petan) – 31:35 M. Domi (S. Reinhart) – 36:14 N. Petan (R. Fabbri, J. Hicketts) – 37:21 J. Virtanen (B. Point) – 56:41 | R. Fabbri (A. Duclair, S. Reinhart) – 04:52 A. Duclair (M. Domi) – 08:17 R. Fabbri (N. Petan, M. Bowey) – 09:09 N. Paul (L. Crouse, J. Virtanen) – 26:56 B. Point (R. Fabbri, N. Petan) – 31:35 M. Domi (S. Reinhart) – 36:14 N. Petan (R. Fabbri, J. Hicketts) – 37:21 J. Virtanen (B. Point) – 56:41 | 1:0 2:0 3:0 4:0 5:0 6:0 7:0 8:0 |                                            | Rozhodčí: Steve Patafie Marcus Vinnerborg Čároví: Miroslav Lhotský Simon Wüst |
| 6 min | 6 min | Tresty                          | 16 min                                     | Rozhodčí: Steve Patafie Marcus Vinnerborg Čároví: Miroslav Lhotský Simon Wüst |
| 34 | 34 | Střely                          | 12                                         | Rozhodčí: Steve Patafie Marcus Vinnerborg Čároví: Miroslav Lhotský Simon Wüst |

| 27. prosince 2014 22:00 | Slovensko | 2 : 1 (1:1, 1:0, 0:0) | Finsko | Centre Bell, Montréal Návštěvnost: 6 007 |  |

| Zpráva                                                                       |                                                                              |             |                                           |                                                                              |
| Denis Godla                                                                  | Denis Godla                                                                  | Brankáři    | Juuse Saros                               | Rozhodčí: Pascal St-Jacques Marcus Vinnerborg Čároví: Bevan Mills Simon Wüst |
| P. Cehlárik (M. Réway) (PH1) – 09:19 M. Holenda (M. Réway, C. Jaroš) – 26:03 | P. Cehlárik (M. Réway) (PH1) – 09:19 M. Holenda (M. Réway, C. Jaroš) – 26:03 | 0:1 1:1 2:1 | 07:01 – M. Rantanen (J. Ikonen, R. Hintz) | Rozhodčí: Pascal St-Jacques Marcus Vinnerborg Čároví: Bevan Mills Simon Wüst |
| 12 min                                                                       | 12 min                                                                       | Tresty      | 6 min                                     | Rozhodčí: Pascal St-Jacques Marcus Vinnerborg Čároví: Bevan Mills Simon Wüst |
| 12                                                                           | 12                                                                           | Střely      | 38                                        | Rozhodčí: Pascal St-Jacques Marcus Vinnerborg Čároví: Bevan Mills Simon Wüst |

| 27. prosince 2014 02:00 | Německo | 0 : 4 (0:2, 0:0, 0:2) | Kanada | Centre Bell, Montréal Návštěvnost: 12 733 |  |

| Zpráva      |             |                 | |                                                                                |
| Kevin Reich | Kevin Reich | Brankáři        | Eric Comrie | Rozhodčí: Geoffrey Miller Tobias Wehril Čároví: Gleb Lazarev Andreas Malmqvist |
|             |             | 0:1 0:2 0:3 0:4 | 04:11 – C. McDavid (J. Morrissey, N. Petan) (PH1) 12:42 – C. Lazar (C. McDavid, N. Petan) (PH1) 49:14 – M. Domi (S. Reinhart) 55:44 – M. Bowey (N. Petan, C. McDavid) (PH1) | Rozhodčí: Geoffrey Miller Tobias Wehril Čároví: Gleb Lazarev Andreas Malmqvist |
| 18 min      | 18 min      | Tresty          | 22 min | Rozhodčí: Geoffrey Miller Tobias Wehril Čároví: Gleb Lazarev Andreas Malmqvist |
| 17          | 17          | Střely          | 31 | Rozhodčí: Geoffrey Miller Tobias Wehril Čároví: Gleb Lazarev Andreas Malmqvist |

| 28. prosince 2014 02:00 | USA | 6 : 0 (2:0, 2:0, 2:0) | Německo | Centre Bell, Montréal Návštěvnost: 7 000 |  |

| Zpráva | |                         |               |                                                                                       |
| Brandon Halverson | Brandon Halverson | Brankáři                | Ilja Sharipov | Rozhodčí: Vladimír Baluška Mikko Kaukokari Čároví: Miroslav Lhotský Andreas Malmqvist |
| A. Matthews (N. Schmaltz) – 04:44 H. Fasching (D. Larkin) – 12:30 S. Milano – 22:48 D. Larkin (N. Hanifin) – 35:04 J. Eichel (T. Motte, A. Tuch) – 54:09 D. Larkin (H. Fasching, Z. Werenski) – 59:40 | A. Matthews (N. Schmaltz) – 04:44 H. Fasching (D. Larkin) – 12:30 S. Milano – 22:48 D. Larkin (N. Hanifin) – 35:04 J. Eichel (T. Motte, A. Tuch) – 54:09 D. Larkin (H. Fasching, Z. Werenski) – 59:40 | 1:0 2:0 3:0 4:0 5:0 6:0 |               | Rozhodčí: Vladimír Baluška Mikko Kaukokari Čároví: Miroslav Lhotský Andreas Malmqvist |
| 6 min | 6 min | Tresty                  | 14 min        | Rozhodčí: Vladimír Baluška Mikko Kaukokari Čároví: Miroslav Lhotský Andreas Malmqvist |
| 53 | 53 | Střely                  | 14            | Rozhodčí: Vladimír Baluška Mikko Kaukokari Čároví: Miroslav Lhotský Andreas Malmqvist |

| 29. prosince 2014 22:00 | USA | 3 : 0 (0:0, 1:0, 2:0) | Slovensko | Centre Bell, Montréal Návštěvnost: 8 798 |  |

| Zpráva                                                                                    |                                                                                           |             |             |                                                                           |
| Thatcher Demko                                                                            | Thatcher Demko                                                                            | Brankáři    | Denis Godla | Rozhodčí: Roman Gofman Tobias Wehrli Čároví: Miroslav Lhotský Bevan Mills |
| S. Milano (D. Larkin) – 37:42 D. Larkin – 42:38 J. Hayden (B. Carlo, A. Matthews) – 59:07 | S. Milano (D. Larkin) – 37:42 D. Larkin – 42:38 J. Hayden (B. Carlo, A. Matthews) – 59:07 | 1:0 2:0 3:0 |             | Rozhodčí: Roman Gofman Tobias Wehrli Čároví: Miroslav Lhotský Bevan Mills |
| 4 min                                                                                     | 4 min                                                                                     | Tresty      | 2 min       | Rozhodčí: Roman Gofman Tobias Wehrli Čároví: Miroslav Lhotský Bevan Mills |
| 45                                                                                        | 45                                                                                        | Střely      | 17          | Rozhodčí: Roman Gofman Tobias Wehrli Čároví: Miroslav Lhotský Bevan Mills |

| 29. prosince 2014 02:00 | Finsko | 1 : 4 (0:1, 1;1, 0:2) | Kanada | Centre Bell, Montréal Návštěvnost: 15 718 |  |

| Zpráva              |                     |                     | |                                                                           |
| Juuse Saros         | Juuse Saros         | Brankáři            | Zachary Fucale | Rozhodčí: Lars Brüggemann Antonín Jeřábek Čároví: Gleb Lazarev Simon Wüst |
| A. Lehkonen – 38:26 | A. Lehkonen – 38:26 | 0:1 0:2 1:2 1:3 1:4 | 05:32 – S. Reinhart (S. Theodore) (PH1) 33:34 – S. Reinhart (A. Duclair, M. Domi) 51:15 – A. Duclair (M. Domi, M. Bowey) 54:25 – C. Lazar (J. Morrissey, R. Fabbri) (PH1) | Rozhodčí: Lars Brüggemann Antonín Jeřábek Čároví: Gleb Lazarev Simon Wüst |
| 8 min               | 8 min               | Tresty              | 6 min | Rozhodčí: Lars Brüggemann Antonín Jeřábek Čároví: Gleb Lazarev Simon Wüst |
| 28                  | 28                  | Střely              | 36 | Rozhodčí: Lars Brüggemann Antonín Jeřábek Čároví: Gleb Lazarev Simon Wüst |

| 30. prosince 2014 02:00 | Slovensko | 5 : 2 (3:1, 0:0, 2:1) | Německo | Centre Bell, Montréal Návštěvnost: 5 568 |  |

| Zpráva | |                             |                                                              |                                                                             |
| Denis Godla | Denis Godla | Brankáři                    | Ilja Sharipov                                                | Rozhodčí: Mikko Kaukokari Linus Öhlund Čároví: Andreas Malmqvist Simon Wüst |
| R. Lantoši (P. Cehlárik, E. Černák) – 09:58 M. Réway (D. Šoltés) – 13:10 M. Sukel (P. Koys, M. Rosandić) – 15:03 M. Réway – 44:05 M. Réway (PB) – 59:05 | R. Lantoši (P. Cehlárik, E. Černák) – 09:58 M. Réway (D. Šoltés) – 13:10 M. Sukel (P. Koys, M. Rosandić) – 15:03 M. Réway – 44:05 M. Réway (PB) – 59:05 | 1:0 2:0 3:0 3:1 4:1 4:2 5:2 | 18:46 – F. Tiffels (D. Kahůn) (PH1) 45:36 – F. Tiffels (ts.) | Rozhodčí: Mikko Kaukokari Linus Öhlund Čároví: Andreas Malmqvist Simon Wüst |
| 8 min | 8 min | Tresty                      | 4 min                                                        | Rozhodčí: Mikko Kaukokari Linus Öhlund Čároví: Andreas Malmqvist Simon Wüst |
| 35 | 35 | Střely                      | 30                                                           | Rozhodčí: Mikko Kaukokari Linus Öhlund Čároví: Andreas Malmqvist Simon Wüst |

| 31. prosince 2014 22:00 | Kanada | 5 : 3 (0:0, 2:1, 3:2) | USA | Centre Bell, Montréal Návštěvnost: 18 295 |  |

| Zpráva | |                                 | |                                                                                        |
| Eric Comrie | Eric Comrie | Brankáři                        | Thatcher Demko                                                                                                | Rozhodčí: Mikko Kaukokari Marcus Vinnerborg Čároví: Miroslav Lhotský Andreas Malmqvist |
| M. Domi (S. Reinhart) – 27:07 J. Morrissey (R. Fabbri, N. Petan) (PH1) – 30:11 C. Lazar (C. McDavid) – 50:01 S. Reinart (PB) – 59:06 M. Domi (S. Reinhart) (PB) – 59:56 | M. Domi (S. Reinhart) – 27:07 J. Morrissey (R. Fabbri, N. Petan) (PH1) – 30:11 C. Lazar (C. McDavid) – 50:01 S. Reinart (PB) – 59:06 M. Domi (S. Reinhart) (PB) – 59:56 | 1:0 2:0 2:1 3:1 3:2 4:2 4:3 5:3 | 33:12 – A. Deangelo (J. Eichel, S. Milano) (PH1) 57:26 – D. Larkin (H. Fasching, S. Milano) 59:18 – D. Larkin | Rozhodčí: Mikko Kaukokari Marcus Vinnerborg Čároví: Miroslav Lhotský Andreas Malmqvist |
| 6 min | 6 min | Tresty                          | 4 min | Rozhodčí: Mikko Kaukokari Marcus Vinnerborg Čároví: Miroslav Lhotský Andreas Malmqvist |
| 43 | 43 | Střely                          | 28 | Rozhodčí: Mikko Kaukokari Marcus Vinnerborg Čároví: Miroslav Lhotský Andreas Malmqvist |

| 31. prosince 2014 02:00 | Německo | 0 : 2 (0:1, 0:1, 0:0) | Finsko | Centre Bell, Montréal Návštěvnost: 3 991 |  |

| Zpráva      |             |          |                                                               |                                                                           |
| Kevin Reich | Kevin Reich | Brankáři | Ville Husso                                                   | Rozhodčí: Roman Gofman Konstantin Olenin Čároví: Gleb Lazarev Bevan Mills |
|             |             | 0:1 0:2  | 02:47 – J. Honka 34:22 – M. Rantanen (J. Lyytinen, A. Makela) | Rozhodčí: Roman Gofman Konstantin Olenin Čároví: Gleb Lazarev Bevan Mills |
| 8 min       | 8 min       | Tresty   | 2 min                                                         | Rozhodčí: Roman Gofman Konstantin Olenin Čároví: Gleb Lazarev Bevan Mills |
| 24          | 24          | Střely   | 38                                                            | Rozhodčí: Roman Gofman Konstantin Olenin Čároví: Gleb Lazarev Bevan Mills |

### Skupina B

#### Tabulka
| Poř. | Tým       | Švédsko | Česko | Rusko | Dánsko | Švýcarsko |  | Z | V | VP | PP | P | VG | IG | +/- | B  |
| ---- | --------- | ------- | ----- | ----- | ------ | --------- |  | - | - | -- | -- | - | -- | -- | --- | -- |
| 1.   | Švédsko   | xxx     | 5:2   | 3:2   | 5:2    | 5:1       |  | 4 | 4 | 0  | 0  | 0 | 18 | 6  | +12 | 12 |
| 2.   | Česko     | 2:5     | xxx   | 4:1   | 4:3 p  | 2:5       |  | 4 | 1 | 1  | 0  | 2 | 12 | 14 | −2  | 5  |
| 3.   | Rusko     | 2:3     | 1:4   | xxx   | 3:2 n  | 7:0       |  | 4 | 1 | 1  | 0  | 2 | 13 | 9  | +4  | 5  |
| 4.   | Dánsko    | 1:5     | 3:4 p | 2:3 n | xxx    | 4:3 n     |  | 4 | 0 | 1  | 2  | 1 | 10 | 15 | −5  | 4  |
| 5.   | Švýcarsko | 1:5     | 5:2   | 0:7   | 3:4 n  | xxx       |  | 4 | 1 | 0  | 1  | 2 | 9  | 18 | −9  | 4  |

#### Zápasy
| 26. prosince 2014 19:00 | Dánsko | 2 : 3 SN (2:0, 0:1, 0:1 ; 0:0 ; 0:1) | Rusko | Air Canada Centre, Toronto Návštěvnost: 12 412 |  |

| Zpráva | |                                                | |                                                                              |
| George Sørensen | George Sørensen | Brankáři                                       | Ilja Sorokin | Rozhodčí: Lars Brüggemann Antonín Jeřábek Čároví: Jordan Browne Jani Pesonen |
| O. Bjorkstrand (M. Larsen, M. Asperup) (PH1) – 13:15 N. Ehlers (O. Bjorkstrand, M. Larsen) (PH1) – 15:49 Nikolaj Ehlers Oliver Bjorkstrand | O. Bjorkstrand (M. Larsen, M. Asperup) (PH1) – 13:15 N. Ehlers (O. Bjorkstrand, M. Larsen) (PH1) – 15:49 Nikolaj Ehlers Oliver Bjorkstrand | 1:0 2:0 2:1 2:2 Samostatné nájezdy 0:0 0:1 0:2 | 39:13 – N. Goldobin (I. Provorov, R. Valjev) (PH1) 44:37 – M. Mamin (V. Brjukvin, A. Šarov) Sergej Tolčinskij Nikolaj Goldobin | Rozhodčí: Lars Brüggemann Antonín Jeřábek Čároví: Jordan Browne Jani Pesonen |
| 8 min | 8 min | Tresty                                         | 8 min | Rozhodčí: Lars Brüggemann Antonín Jeřábek Čároví: Jordan Browne Jani Pesonen |
| 26 | 26 | Střely                                         | 40 | Rozhodčí: Lars Brüggemann Antonín Jeřábek Čároví: Jordan Browne Jani Pesonen |

| 26. prosince 2014 23:00 | Švédsko | 5 : 2 (2:0, 1:2, 2:0) | Česko | Air Canada Centre, Toronto Návštěvnost: 13 077 |  |

| Zpráva | |                             |                                                    |                                                                                |
| Linus Söderström | Linus Söderström | Brankáři                    | Vítek Vaněček                                      | Rozhodčí: Vladimír Baluška Mikko Kaukokari Čároví: Pierre Dehaen Judson Ritter |
| A. Kempe (O. Lindblom, G. Forsl) (PH1) – 14:46 J. Lööke (L. Wallmark) – 19:13 W. Nylander (O. Lindlom) – 30:29 A. Kempe (A. Holmström, O. Lindblom) (PH1) – 45:37 J. de la Rose (A. Blidh, G. Forsling) – 47:38 | A. Kempe (O. Lindblom, G. Forsl) (PH1) – 14:46 J. Lööke (L. Wallmark) – 19:13 W. Nylander (O. Lindlom) – 30:29 A. Kempe (A. Holmström, O. Lindblom) (PH1) – 45:37 J. de la Rose (A. Blidh, G. Forsling) – 47:38 | 1:0 2:0 2:1 2:2 3:2 4:2 5:2 | 23:33 – J. Vrána 30:02 – J. Vrána (O. Kaše, Kämpf) | Rozhodčí: Vladimír Baluška Mikko Kaukokari Čároví: Pierre Dehaen Judson Ritter |
| 8 min | 8 min | Tresty                      | 30 min                                             | Rozhodčí: Vladimír Baluška Mikko Kaukokari Čároví: Pierre Dehaen Judson Ritter |
| 27 | 27 | Střely                      | 29                                                 | Rozhodčí: Vladimír Baluška Mikko Kaukokari Čároví: Pierre Dehaen Judson Ritter |

| 27. prosince 2014 19:00 | Dánsko | 1 : 5 (0:3, 1:2, 0:0) | Švédsko | Air Canada Centre, Toronto Návštěvnost: 13 018 |  |

| Zpráva                                      |                                             |                         | |                                                                                |
| George Sørensen (od 21. min. Thomas Lillie) | George Sørensen (od 21. min. Thomas Lillie) | Brankáři                | Linus Söderström | Rozhodčí: Roman Gofman Antonín Jeřábek Čároví: Jani Pesonen Nikolaj Ponomarjow |
| N. Olesen (M. Nielsen, J. Holmberg) – 21:01 | N. Olesen (M. Nielsen, J. Holmberg) – 21:01 | 0:1 0:2 0:3 0:4 1:4 1:5 | 09:48 – L. Wallmark 11:36 – A. Blidh (S. Aho, W. Lagesson) 19:27 – W. Nylander (J. de la Rose, J. Bergman) 20:13 – J. de la Rose (A. Karlsson, A. Blidh) 37:26 – S. Aho (L. Wallmark, J. de la Rose) (PH1) | Rozhodčí: Roman Gofman Antonín Jeřábek Čároví: Jani Pesonen Nikolaj Ponomarjow |
| 12 min                                      | 12 min                                      | Tresty                  | 8 min | Rozhodčí: Roman Gofman Antonín Jeřábek Čároví: Jani Pesonen Nikolaj Ponomarjow |
| 20                                          | 20                                          | Střely                  | 44 | Rozhodčí: Roman Gofman Antonín Jeřábek Čároví: Jani Pesonen Nikolaj Ponomarjow |

| 27. prosince 2014 23:00 | Česko | 2 : 5 (2:2, 0:3, 0:0) | Švýcarsko | Air Canada Centre, Toronto Návštěvnost: 12 926 |  |

| Zpráva                                                                               |                                                                                      |                             | |                                                                            |
| Vítek Vaněček                                                                        | Vítek Vaněček                                                                        | Brankáři                    | Gauthier Descloux | Rozhodčí: Lars Brüggemann Linus Öhlund Čároví: Jordan Browne Pierre Dehaen |
| M. Růžička (D. Němeček, M. Špaček) – 01:44 L. Klok (P. Zdráhal, D. Pastrňák) – 04:42 | M. Růžička (D. Němeček, M. Špaček) – 01:44 L. Klok (P. Zdráhal, D. Pastrňák) – 04:42 | 0:1 1:1 2:1 2:2 2:3 2:4 2:5 | 00:46 – K. Fiala (T. Meier) 11:37 – K. Fiala (D. Malgin, T. Meier) (PH1) 20:45 – N. Rod (L. Fazzini) 21:29 – T. Weiser (K. Schweri) 34:41 – L. Fazzini (M. Müller, N. Rod) (PH1) | Rozhodčí: Lars Brüggemann Linus Öhlund Čároví: Jordan Browne Pierre Dehaen |
| 4 min                                                                                | 4 min                                                                                | Tresty                      | 10 min | Rozhodčí: Lars Brüggemann Linus Öhlund Čároví: Jordan Browne Pierre Dehaen |
| 29                                                                                   | 29                                                                                   | Střely                      | 35 | Rozhodčí: Lars Brüggemann Linus Öhlund Čároví: Jordan Browne Pierre Dehaen |

| 28. prosince 2014 23:00 | Švýcarsko | 0 : 7 (0:3, 0:2, 0:2) | Rusko | Air Canada Centre, Toronto Návštěvnost: 15 125 |  |

| Zpráva                                          |                                                 |                             | |                                                                               |
| Gauthier Descloux (od. 41. min. Ludovic Waeber) | Gauthier Descloux (od. 41. min. Ludovic Waeber) | Brankáři                    | Igor Šesťorkin | Rozhodčí: Linus Öhlund Steve Patafie Čároví: Nikolaj Ponomarjow Judson Ritter |
|                                                 |                                                 | 0:1 0:2 0:3 0:4 0:5 0:6 0:7 | 11:28 – R. Rafikov (A. Goljšev, P. Bučněvič) (PH1) 18:26 – A. Dergachjov (A. Bryncev) 19:38 – P. Bučněvič (I. Barbašov, R. Rafikov) 35:29 – S. Tolčinskij (N. Goldobin, V. Kameněv) 37:36 – A. Šarov (M. Mamin) 54:59 – V. Kameněv (PH1) 55:41 – V. Lešenko (I. Barbašov, P. Bučněvič) | Rozhodčí: Linus Öhlund Steve Patafie Čároví: Nikolaj Ponomarjow Judson Ritter |
| 22 min                                          | 22 min                                          | Tresty                      | 41 min | Rozhodčí: Linus Öhlund Steve Patafie Čároví: Nikolaj Ponomarjow Judson Ritter |
| 32                                              | 32                                              | Střely                      | 23 | Rozhodčí: Linus Öhlund Steve Patafie Čároví: Nikolaj Ponomarjow Judson Ritter |

| 29. prosince 2014 19:00 | Česko | 4 : 3 PP (1:1, 1:1, 1:1 ; 1:0) | Dánsko | Air Canada Centre, Toronto Návštěvnost: 12 038 |  |

| Zpráva | |                             | |                                                                                   |
| Vítek Vaněček | Vítek Vaněček | Brankáři                    | George Sørensen                                                                                            | Rozhodčí: Konstantin Olenin Marcus Vinnerborg Čároví: Jordan Browne Judson Ritter |
| J. Štencel (D. Kaše, D. Pastrňák) (PH1) – 10:22 J. Košťálek (D. Pastrňák, M. Baránek) – 24:36 D. Kubalík (J. Štencel, P. Zacha) – 56:58 D. Pastrňák (J. Štencel) – 61:01 | J. Štencel (D. Kaše, D. Pastrňák) (PH1) – 10:22 J. Košťálek (D. Pastrňák, M. Baránek) – 24:36 D. Kubalík (J. Štencel, P. Zacha) – 56:58 D. Pastrňák (J. Štencel) – 61:01 | 0:1 1:1 2:1 2:2 2:3 3:3 4:3 | 03:58 – M. Eller 37:08 – O. Bjorkstrand (N. Ehlers, M. Asperup) (PH1) 46:05 – M. Asperup (N. Ehlers) (PH1) | Rozhodčí: Konstantin Olenin Marcus Vinnerborg Čároví: Jordan Browne Judson Ritter |
| 10 min | 10 min | Tresty                      | 12 min | Rozhodčí: Konstantin Olenin Marcus Vinnerborg Čároví: Jordan Browne Judson Ritter |
| 48 | 48 | Střely                      | 14 | Rozhodčí: Konstantin Olenin Marcus Vinnerborg Čároví: Jordan Browne Judson Ritter |

| 29. prosince 2014 23:00 | Švédsko | 3 : 2 (1:0, 0:1, 2:1) | Rusko | Air Canada Centre, Toronto Návštěvnost: 16 710 |  |

| Zpráva | |                     |                                                                                          |                                                                                |
| Linus Söderström | Linus Söderström | Brankáři            | Ilja Sorokin                                                                             | Rozhodčí: Geoffrey Miller Pascal St-Jacques Čároví: Pierre Dehaen Jani Pesonen |
| G. Forsling (A. Kempe, A. Holmström) (PH1) – 10:38 G. Forsling (W. Nylander, A. Kempe) (PH1) – 46:44 A. Holmström (O. Lindblom, W. Nylander) – 50:53 | G. Forsling (A. Kempe, A. Holmström) (PH1) – 10:38 G. Forsling (W. Nylander, A. Kempe) (PH1) – 46:44 A. Holmström (O. Lindblom, W. Nylander) – 50:53 | 1:0 1:1 1:2 2:2 3:2 | 34:15 – V. Lešenko (Z. Pajgin, I. Barbašov) 43:23 – V. Lešenko (P. Bučněvic, R. Rafikov) | Rozhodčí: Geoffrey Miller Pascal St-Jacques Čároví: Pierre Dehaen Jani Pesonen |
| 6 min | 6 min | Tresty              | 12 min                                                                                   | Rozhodčí: Geoffrey Miller Pascal St-Jacques Čároví: Pierre Dehaen Jani Pesonen |
| 26 | 26 | Střely              | 29                                                                                       | Rozhodčí: Geoffrey Miller Pascal St-Jacques Čároví: Pierre Dehaen Jani Pesonen |

| 30. prosince 2014 23:00 | Švýcarsko | 3 : 4 SN (2:1, 1:2, 0:0 ; 0:0 ; 0:1) | Dánsko | Air Canada Centre, Toronto Návštěvnost: 13 263 |  |

| Zpráva | |                                                        | |                                                                                    |
| Gauthier Descloux | Gauthier Descloux | Brankáři                                               | George Sørensen | Rozhodčí: Steve Patafie Pascal St-Jacques Čároví: Pierre Dehaen Nikolaj Ponomarjow |
| K. Schmidli (L. Hischier) – 10:48 K. Fiala (D. Malgin, T. Meier) – 11:54 T. Meier (J. Siegenthaler, D. Malgin) – 32:43 Kevin Fiala Timo Meier Noah Rod | K. Schmidli (L. Hischier) – 10:48 K. Fiala (D. Malgin, T. Meier) – 11:54 T. Meier (J. Siegenthaler, D. Malgin) – 32:43 Kevin Fiala Timo Meier Noah Rod | 1:0 2:0 2:1 2:2 3:2 3:3 Samostatné nájezdy 0:1 0:2 1:2 | 17:58 – O. Bjorkstrand (N. Ehlers, M. Eller) 32:19 – A. Krogsgaard (S. Hertzberg, M. Aagaard) (PH1) 35:40 – M. Aagaard (N. Olesen) (PH1) Nikolaj Ehlers Oliver Bjorkstrand Mikkel Aagaard | Rozhodčí: Steve Patafie Pascal St-Jacques Čároví: Pierre Dehaen Nikolaj Ponomarjow |
| 10 min | 10 min | Tresty                                                 | 8 min | Rozhodčí: Steve Patafie Pascal St-Jacques Čároví: Pierre Dehaen Nikolaj Ponomarjow |
| 45 | 45 | Střely                                                 | 23 | Rozhodčí: Steve Patafie Pascal St-Jacques Čároví: Pierre Dehaen Nikolaj Ponomarjow |

| 31. prosince 2014 19:00 | Švýcarsko | 1 : 5 (1:1, 0:4, 0:0) | Švédsko | Air Canada Centre, Toronto Návštěvnost: 13 857 |  |

| Zpráva                                |                                       |                         | |                                                                                     |
| Ludovic Waeber                        | Ludovic Waeber                        | Brankáři                | Linus Söderström | Rozhodčí: Vladimír Baluška Geoffrey Miller Čároví: Nikolaj Ponomarjow Judson Ritter |
| Y. Rathgeb (L. Fazzini) (PH1) – 03:29 | Y. Rathgeb (L. Fazzini) (PH1) – 03:29 | 1:0 1:1 1:2 1:3 1:4 1:5 | 04:52 – A. Kempe (G. Forsling, A. Holmström) (PH1) 23:27 – O. Lindblom (W. Nylander, A. Holmström) (PH1) 26:03 – O. Lindblom (R. Hagg, W. Nylander) 34:45 – O. Lindblom (G. Forsling, S. Aho) (PH1) 35:11 – J. Lööke (A. Karlsson, C. Ehn) (PH1) | Rozhodčí: Vladimír Baluška Geoffrey Miller Čároví: Nikolaj Ponomarjow Judson Ritter |
| 31 min                                | 31 min                                | Tresty                  | 12 min | Rozhodčí: Vladimír Baluška Geoffrey Miller Čároví: Nikolaj Ponomarjow Judson Ritter |
| 22                                    | 22                                    | Střely                  | 39 | Rozhodčí: Vladimír Baluška Geoffrey Miller Čároví: Nikolaj Ponomarjow Judson Ritter |

| 31. prosince 2014 23:00 | Rusko | 1 : 4 (0:1, 1:1, 0:2) | Česko | Air Canada Centre, Toronto Návštěvnost: 12 566 |  |

| Zpráva                           |                                  |                     | |                                                                            |
| Igor Šesťorkin                   | Igor Šesťorkin                   | Brankáři            | Miroslav Svoboda | Rozhodčí: Lars Brüggemann Tobias Wehrli Čároví: Jordan Browne Jani Pesonen |
| I. Barbašov (V. Lešenko) – 35:44 | I. Barbašov (V. Lešenko) – 35:44 | 0:1 0:2 1:2 1:3 1:4 | 11:05 – P. Zdráhal (D. Pastrňák, J. Košťálek) 24:32 – P. Zacha (D. Pastrňák, J. Košťálek) 42:54 – P. Zdráhal (D. Pastrňák, D. Mašín) 59:13 – O. Kaše (J. Vrána, D. Kämpf) (PB) | Rozhodčí: Lars Brüggemann Tobias Wehrli Čároví: Jordan Browne Jani Pesonen |
| 2 min                            | 2 min                            | Tresty              | 6 min | Rozhodčí: Lars Brüggemann Tobias Wehrli Čároví: Jordan Browne Jani Pesonen |
| 17                               | 17                               | Střely              | 26 | Rozhodčí: Lars Brüggemann Tobias Wehrli Čároví: Jordan Browne Jani Pesonen |

## O udržení
Poznámka: Švýcarsko vyhrálo 2:0 na zápasy a udrželo se, Německo sestoupilo do A skupiny I. divize.
| 2. ledna 2015 17:00 | Švýcarsko | 5 : 2 (1:0, 3:1, 1:1) | Německo | Air Canada Centre, Toronto Návštěvnost: 7 409 |  |

| Zpráva | |                             |                                                               |                                                                              |
| Gauthier Descloux | Gauthier Descloux | Brankáři                    | Kevin Reich (od 41. min. Ilja Sharipov)                       | Rozhodčí: Mikko Kaukokari Geoffrey Miller Čároví: Pierre Dehaen Jani Pesonen |
| K. Fiala (N. Rod, D. Malgin) – 03:50 N. Rod (M. Fora, D. Malgin) – 20:54 L. Fazzini (L. Hischier) – 25:20 L. Hischier (M. Fora, L. Fazzini) – 33:56 N. Rod (D. Malgin) – 45:46 | K. Fiala (N. Rod, D. Malgin) – 03:50 N. Rod (M. Fora, D. Malgin) – 20:54 L. Fazzini (L. Hischier) – 25:20 L. Hischier (M. Fora, L. Fazzini) – 33:56 N. Rod (D. Malgin) – 45:46 | 1:0 2:0 3:0 3:1 4:1 5:1 5:2 | 28:20 – P. Tuomie (F. Tiffels) 55:14 – P. Kurz (M. Michaelis) | Rozhodčí: Mikko Kaukokari Geoffrey Miller Čároví: Pierre Dehaen Jani Pesonen |
| 8 min | 8 min | Tresty                      | 16 min                                                        | Rozhodčí: Mikko Kaukokari Geoffrey Miller Čároví: Pierre Dehaen Jani Pesonen |
| 32 | 32 | Střely                      | 31                                                            | Rozhodčí: Mikko Kaukokari Geoffrey Miller Čároví: Pierre Dehaen Jani Pesonen |

| 3. ledna 2015 01:00 | Německo | 2 : 5 (1:2, 1:1, 0:2) | Švýcarsko | Air Canada Centre, Toronto Návštěvnost: 8 392 |  |

| Zpráva                                                                               |                                                                                      |                             | |                                                                            |
| Kevin Reich                                                                          | Kevin Reich                                                                          | Brankáři                    | Gauthier Descloux | Rozhodčí: Antonín Jeřábek Linus Öhlund Čároví: Jordan Browne Judson Ritter |
| P. Tuomie (T. Bender, M. Michaelis) (PH1) – 13:58 A. Eder (F. Tiffels) (PH1) – 38:10 | P. Tuomie (T. Bender, M. Michaelis) (PH1) – 13:58 A. Eder (F. Tiffels) (PH1) – 38:10 | 1:0 1:1 1:2 1:3 2:3 2:4 2:5 | 15:10 – J. Fuchs (L. Fazzini, T. Meier) 16:17 – D. Malgin (N. Rod, K. Fiala) 31:12 – P. Suter (L. Hischier) 53:25 – P. Suter (L. Hischier) 54:19 – T. Meier (J. Fuchs, L. Fazzini) | Rozhodčí: Antonín Jeřábek Linus Öhlund Čároví: Jordan Browne Judson Ritter |
| 2 min                                                                                | 2 min                                                                                | Tresty                      | 6 min | Rozhodčí: Antonín Jeřábek Linus Öhlund Čároví: Jordan Browne Judson Ritter |
| 27                                                                                   | 27                                                                                   | Střely                      | 27 | Rozhodčí: Antonín Jeřábek Linus Öhlund Čároví: Jordan Browne Judson Ritter |

## Play off

### Pavouk
|  | Čtvrtfinále 1 |               |               |  |    |              |              |              |  |               |               |               |   |
|  | A1            | Kanada        | 8             |  |    |              |              |              |  |               |               |               |   |
|  | B4            | Dánsko        | 0             |  |    | Semifinále 1 | Semifinále 1 | Semifinále 1 |  |               |               |               |   |
|  |               |               |               |  |    | A1           | Kanada       | 5            |  |               |               |               |   |
|  | Čtvrtfinále 2 | Čtvrtfinále 2 | Čtvrtfinále 2 |  | A3 | Slovensko    | 1            |              |  |               |               |               |   |
|  | B2            | Česko         | 0             |  |    |              |              |              |  |               |               |               |   |
|  | A3            | Slovensko     | 3             |  |    |              |              |              |  | Finále        | Finále        | Finále        |   |
|  |               |               |               |  |    |              |              |              |  |               | A1            | Kanada        | 5 |
|  | Čtvrtfinále 3 | Čtvrtfinále 3 | Čtvrtfinále 3 |  |    |              |              |              |  |               | B3            | Rusko         | 4 |
|  | B1            | Švédsko       | 6             |  |    |              |              |              |  |               |               |               |   |
|  | A4            | Finsko        | 3             |  |    | Semifinále 2 | Semifinále 2 | Semifinále 2 |  | Zápas o bronz | Zápas o bronz | Zápas o bronz |   |
|  |               |               |               |  |    | B1           | Švédsko      | 1            |  | B1            | Švédsko       | 2             |   |
|  | Čtvrtfinále 4 | Čtvrtfinále 4 | Čtvrtfinále 4 |  | B3 | Rusko        | 4            |              |  | A3            | Slovensko     | 4             |   |
|  | A2            | USA           | 2             |  |    |              |              |              |  |               |               |               |   |
|  | B3            | Rusko         | 3             |  |    |              |              |              |  |               |               |               |   |

### Čtvrtfinále
| 2. ledna 2015 19:00 | USA | 2 : 3 (0:2, 1:0, 1:1) | Rusko | Centre Bell, Montréal Návštěvnost: 8 694 |  |

| Zpráva                                                                              |                                                                                     |                     | |                                                                                      |
| Thatcher Demko                                                                      | Thatcher Demko                                                                      | Brankáři            | Igor Šesťorkin | Rozhodčí: Marcus Vinnerborg Tobias Wehrli Čároví: Miroslav Lhotský Andreas Malmqvist |
| A. DeAngelo (W. Butcher, J. Eichel) (PH2) – 32:43 Z. Werenski (A. Matthews) – 48:56 | A. DeAngelo (W. Butcher, J. Eichel) (PH2) – 32:43 Z. Werenski (A. Matthews) – 48:56 | 0:1 0:2 1:2 1:3 2:3 | 02:31 – I. Barbašov (V. Lešenko, P. Bučněvič) (PH2) 15:25 – A. Šarov (A. Dergachjov, M. Mamin) 41:27 – S. Tolčinskij (Z. Pajgin, N. Goldobin) (PH1) | Rozhodčí: Marcus Vinnerborg Tobias Wehrli Čároví: Miroslav Lhotský Andreas Malmqvist |
| 16 min                                                                              | 16 min                                                                              | Tresty              | 12 min | Rozhodčí: Marcus Vinnerborg Tobias Wehrli Čároví: Miroslav Lhotský Andreas Malmqvist |
| 41                                                                                  | 41                                                                                  | Střely              | 25 | Rozhodčí: Marcus Vinnerborg Tobias Wehrli Čároví: Miroslav Lhotský Andreas Malmqvist |

| 2. ledna 2015 21:00 | Švédsko | 6 : 3 (0:0, 3:3, 3:0) | Finsko | Air Canada Centre, Toronto Návštěvnost: 14 440 |  |

| Zpráva | |                                     | |                                                                            |
| Linus Söderström | Linus Söderström | Brankáři                            | Ville Husso                                                                                            | Rozhodčí: Steve Patafie Pascal St-Jacques Čároví: Jordan Browne Simon Wüst |
| G. Forsling (W. Nylander, A. Kempe) (PH1) – 24:03 L. Wallmark (S. Aho, V. Olofsson) (PH1) – 24:50 A. Brodecki (R. Norell, G. Forsling) – 28:11 A. Kempe (O. Lindblom, A. Holmström) (PH1) – 41:24 O. Lindblom (W. Nylander) – 53:52 L. Wallmark (R. Hagg) (PB) – 59:56 | G. Forsling (W. Nylander, A. Kempe) (PH1) – 24:03 L. Wallmark (S. Aho, V. Olofsson) (PH1) – 24:50 A. Brodecki (R. Norell, G. Forsling) – 28:11 A. Kempe (O. Lindblom, A. Holmström) (PH1) – 41:24 O. Lindblom (W. Nylander) – 53:52 L. Wallmark (R. Hagg) (PB) – 59:56 | 0:1 1:1 2:1 3:1 3:2 3:3 4:3 5:3 6:3 | 21:44 – J. Ikonen 29:54 – M. Rantanen (J. Ikonen, R. Hintz) 35:49 – K. Kapanen (A. Mustonen, J. Honka) | Rozhodčí: Steve Patafie Pascal St-Jacques Čároví: Jordan Browne Simon Wüst |
| 12 min | 12 min | Tresty                              | 12 min                                                                                                 | Rozhodčí: Steve Patafie Pascal St-Jacques Čároví: Jordan Browne Simon Wüst |
| 30 | 30 | Střely                              | 33 | Rozhodčí: Steve Patafie Pascal St-Jacques Čároví: Jordan Browne Simon Wüst |

| 2. ledna 2015 23:00 | Česko | 0 : 3 (0:1, 0:0, 0:2) | Slovensko | Centre Bell, Montréal Návštěvnost: 7 696 |  |

| Zpráva           |                  |             |                                                                                                |                                                                           |
| Miroslav Svoboda | Miroslav Svoboda | Brankáři    | Denis Godla                                                                                    | Rozhodčí: Roman Gofman Konstantin Olenin Čároví: Gleb Lazarev Bevan Mills |
|                  |                  | 0:1 0:2 0:3 | 18:46 – M. Kabáč (P. Koys) 54:18 – P. Cehlárik (R. Lantoši, M. Rosandić) 59:51 – M. Réway (PB) | Rozhodčí: Roman Gofman Konstantin Olenin Čároví: Gleb Lazarev Bevan Mills |
| 4 min            | 4 min            | Tresty      | 10 min                                                                                         | Rozhodčí: Roman Gofman Konstantin Olenin Čároví: Gleb Lazarev Bevan Mills |
| 34               | 34               | Střely      | 36                                                                                             | Rozhodčí: Roman Gofman Konstantin Olenin Čároví: Gleb Lazarev Bevan Mills |

| 2. ledna 2015 02:00 | Kanada | 8 : 0 (2:0, 3:0, 3:0) | Dánsko | Air Canada Centre, Toronto Návštěvnost: 18 448 |  |

| Zpráva | |                                 |                                             |                                                                                 |
| Zachary Fucale | Zachary Fucale | Brankáři                        | George Sørensen (od 47. min. Thomas Lillie) | Rozhodčí: Lars Brüggemann Linus Öhlund Čároví: Nikolaj Ponomarjow Judson Ritter |
| C. Lazar (C. McDavid) – 10:37 S. Reinhart (A. Duclair) – 15:17 L. Crouse (F. Gauthier) – 27:50 C. McDavid – 30:21 C. Lazar (J. Hicketts) – 33:21 N. Paul (J. Virtanen, N. Petan) – 43:08 B. Point (C. McDavid, C. Lazar) – 45:09 N. Ritchie (L. Crouse, J. Hicketts) (PH1) – 59:06 | C. Lazar (C. McDavid) – 10:37 S. Reinhart (A. Duclair) – 15:17 L. Crouse (F. Gauthier) – 27:50 C. McDavid – 30:21 C. Lazar (J. Hicketts) – 33:21 N. Paul (J. Virtanen, N. Petan) – 43:08 B. Point (C. McDavid, C. Lazar) – 45:09 N. Ritchie (L. Crouse, J. Hicketts) (PH1) – 59:06 | 1:0 2:0 3:0 4:0 5:0 6:0 7:0 8:0 |                                             | Rozhodčí: Lars Brüggemann Linus Öhlund Čároví: Nikolaj Ponomarjow Judson Ritter |
| 6 min | 6 min | Tresty                          | 8 min                                       | Rozhodčí: Lars Brüggemann Linus Öhlund Čároví: Nikolaj Ponomarjow Judson Ritter |
| 50 | 50 | Střely                          | 14                                          | Rozhodčí: Lars Brüggemann Linus Öhlund Čároví: Nikolaj Ponomarjow Judson Ritter |

### Semifinále
| 4. ledna 2015 22:00 | Švédsko | 1 : 4 (0:0, 0:2, 1:2) | Rusko | Air Canada Centre, Toronto Návštěvnost: 15 400 |  |

| Zpráva                                      |                                             |                     | |                                                                         |
| Linus Söderström                            | Linus Söderström                            | Brankáři            | Igor Šesťorkin | Rozhodčí: Steve Patafie Tobias Wehrli Čároví: Bevan Mills Judson Ritter |
| L. Wallmark (A. Brodecki, A. Kempe) – 51:30 | L. Wallmark (A. Brodecki, A. Kempe) – 51:30 | 0:1 0:2 0:3 1:3 1:4 | 31:18 – A. Šarov (A. Golyšev, A. Dergachjov) 32:50 – Z. Pajgin (R. Valjev, V. Kameněv) (PH1) 41:31 – A. Šarov (V. Brjukvin, M. Mamin) 52:39 – M. Mamin (I. Fišenko, V. Brjukvin) | Rozhodčí: Steve Patafie Tobias Wehrli Čároví: Bevan Mills Judson Ritter |
| 8 min                                       | 8 min                                       | Tresty              | 16 min | Rozhodčí: Steve Patafie Tobias Wehrli Čároví: Bevan Mills Judson Ritter |
| 27                                          | 27                                          | Střely              | 31 | Rozhodčí: Steve Patafie Tobias Wehrli Čároví: Bevan Mills Judson Ritter |

| 4. ledna 2015 02:00 | Kanada | 5 : 1 (1:0, 2:1, 2:0) | Slovensko | Air Canada Centre, Toronto Návštěvnost: 18 002 |  |

| Zpráva | |                         |                                 |                                                                                 |
| Zachary Fucale | Zachary Fucale | Brankáři                | Denis Godla                     | Rozhodčí: Roman Gofman Konstantin Olenin Čároví: Gleb Lazarev Andreas Malmqvist |
| N. Petan (C. McDavid, C. Lazar) (PH1) – 04:27 N. Petan (C. Lazar, C. McDavid) – 38:06 S. Theodore (A. Duclair) – 39:32 A. Duclair (D. Nurse, S. Reinhart) – 42:47 N. Petan (C. Lazar, C. McDavid) (PH1) – 51:59 | N. Petan (C. McDavid, C. Lazar) (PH1) – 04:27 N. Petan (C. Lazar, C. McDavid) – 38:06 S. Theodore (A. Duclair) – 39:32 A. Duclair (D. Nurse, S. Reinhart) – 42:47 N. Petan (C. Lazar, C. McDavid) (PH1) – 51:59 | 1:0 2:0 3:0 3:1 4:1 5:1 | 39:57 – D. Šoltés (M. Paulovič) | Rozhodčí: Roman Gofman Konstantin Olenin Čároví: Gleb Lazarev Andreas Malmqvist |
| 6 min | 6 min | Tresty                  | 12 min                          | Rozhodčí: Roman Gofman Konstantin Olenin Čároví: Gleb Lazarev Andreas Malmqvist |
| 44 | 44 | Střely                  | 15                              | Rozhodčí: Roman Gofman Konstantin Olenin Čároví: Gleb Lazarev Andreas Malmqvist |

### Zápas o 3. místo
| 5. ledna 2015 22:00 | Švédsko | 2 : 4 (2:2, 0:0, 0:2) | Slovensko | Air Canada Centre, Toronto Návštěvnost: 13 625 |  |

| Zpráva                                                               |                                                                      |                         | |                                                                            |
| Linus Söderström                                                     | Linus Söderström                                                     | Brankáři                | Denis Godla | Rozhodčí: Roman Gofman Konstantin Olenin Čároví: Bevan Mills Judson Ritter |
| W. Nylander (A. Holmström, S. Aho) – 10:22 J. Lööke (C. Ehn) – 16:12 | W. Nylander (A. Holmström, S. Aho) – 10:22 J. Lööke (C. Ehn) – 16:12 | 0:1 0:2 1:2 2:2 2:3 2:4 | 02:43 – D. Šoltés (R. Lantoši) 03:22 – M. Rosandić (M. Réway, P. Skalický) 42:52 – P. Skalický (M. Réway, E. Černák) (PH1) 59:04 – P. Koys (M. Réway) (PB) | Rozhodčí: Roman Gofman Konstantin Olenin Čároví: Bevan Mills Judson Ritter |
| 29 min                                                               | 29 min                                                               | Tresty                  | 6 min | Rozhodčí: Roman Gofman Konstantin Olenin Čároví: Bevan Mills Judson Ritter |
| 28                                                                   | 28                                                                   | Střely                  | 28 | Rozhodčí: Roman Gofman Konstantin Olenin Čároví: Bevan Mills Judson Ritter |

### Finále
| 5. ledna 2015 02:00 | Kanada | 5 : 4 (2:1, 3:3, 0:0) | Rusko | Air Canada Centre, Toronto Návštěvnost: 19 014 |  |

| Zpráva | |                                     | |                                                                                      |
| Zach Fucale | Zach Fucale | Brankáři                            | Igor Šesťorkin (od 3. min. Ilja Sorokin) | Rozhodčí: Marcus Vinnerborg Tobias Wehrli Čároví: Miroslav Lhotský Andreas Malmqvist |
| A. Duclair (M. Domi) – 00:23 N. Paul (B. Point, J. Virtanen) – 02:32 C. McDavid (J. Morrissey) – 25:08 M. Domi – 27:22 S. Reinhart (M. Domi) – 32:30 | A. Duclair (M. Domi) – 00:23 N. Paul (B. Point, J. Virtanen) – 02:32 C. McDavid (J. Morrissey) – 25:08 M. Domi – 27:22 S. Reinhart (M. Domi) – 32:30 | 1:0 2:0 2:1 3:1 4:1 5:1 5:2 5:3 5:4 | 09:20 – D. Judin (A. Golyšev, A. Dergachjov) 34:21 – I. Barbašov (P. Bučněvič, D. Judin) (PH1) 34:53 – S. Tolčinskij (N. Goldobin, R. Valjev) 37:37 – N. Goldobin (S. Tolčinskij, V. Kameněv) (PH1) | Rozhodčí: Marcus Vinnerborg Tobias Wehrli Čároví: Miroslav Lhotský Andreas Malmqvist |
| 8 min | 8 min | Tresty                              | 22 min | Rozhodčí: Marcus Vinnerborg Tobias Wehrli Čároví: Miroslav Lhotský Andreas Malmqvist |
| 21 | 21 | Střely                              | 30 | Rozhodčí: Marcus Vinnerborg Tobias Wehrli Čároví: Miroslav Lhotský Andreas Malmqvist |

## Statistiky a hodnocení hráčů
Reference: 

### Nejlepší hráči podle direktoriátu IIHF
| Pozice              | Hráč               |
| ------------------- | ------------------ |
| Nejužitečnější hráč | Denis Godla        |
| Brankář             | Denis Godla        |
| Obránce             | Vladislav Gavrikov |
| Útočník             | Max Domi           |

### All Stars
| Pozice          | Hráč            |
| --------------- | --------------- |
| Brankář         | Denis Godla     |
| Levý obránce    | Gustav Forsling |
| Pravý obránce   | Josh Morrissey  |
| Levé křídlo     | Sam Reinhart    |
| Střední útočník | Max Domi        |
| Pravé křídlo    | Connor McDavid  |

### Kanadské bodování
Toto je pořadí hráčů podle dosažených bodů, za jeden vstřelený gól nebo přihrávku na gól získává hráč jeden bod.
| Poř. | Hráč             | Záp. | G | A | Body | +/− | PTM | Poz. |
| ---- | ---------------- | ---- | - | - | ---- | --- | --- | ---- |
| 1.   | Sam Reinhart     | 7    | 5 | 6 | 11   | +13 | 6   | Ú    |
| 2.   | Nicolas Petan    | 7    | 4 | 7 | 11   | +4  | 0   | Ú    |
| 3.   | Connor McDavid   | 7    | 3 | 8 | 11   | +8  | 0   | Ú    |
| 4.   | Max Domi         | 7    | 5 | 5 | 10   | +10 | 4   | Ú    |
| 5.   | William Nylander | 7    | 3 | 7 | 10   | −2  | 0   | Ú    |
| 6.   | Curtis Lazar     | 7    | 5 | 4 | 9    | +8  | 0   | Ú    |
| 7.   | Oskar Lindblom   | 7    | 4 | 5 | 9    | −1  | 0   | Ú    |
| 7.   | Martin Réway     | 7    | 4 | 5 | 9    | −1  | 2   | Ú    |
| 9.   | Adrian Kempe     | 6    | 4 | 4 | 8    | 0   | 2   | Ú    |
| 10.  | Anthony Duclair  | 7    | 4 | 4 | 8    | +11 | 16  | Ú    |

Záp. = Odehrané zápasy; G = Góly; A = Přihrávky na gól; Body = Body; +/− = Plus/Minus; PTM = Počet trestných minut; Poz. = Pozice

### Hodnocení brankářů
Pořadí nejlepších pěti brankářů na mistrovství podle úspěšnosti zásahů v procentech, brankář musí mít odehráno minimálně 40% hrací doby za svůj tým.
| Poř. | Hráč           | Záp. | Čas    | OG | PZ  | ČK | Úsp%  | POG  |
| ---- | -------------- | ---- | ------ | -- | --- | -- | ----- | ---- |
| 1.   | Zachary Fucale | 5    | 300:00 | 6  | 93  | 2  | 93,94 | 1,20 |
| 2.   | Igor Šesťorkin | 5    | 242:13 | 8  | 121 | 1  | 93,80 | 1,98 |
| 3.   | Thatcher Demko | 4    | 241:42 | 7  | 105 | 1  | 93,75 | 1,74 |
| 4.   | Denis Godla    | 7    | 391:35 | 18 | 224 | 1  | 92,56 | 2,76 |
| 5.   | Ville Husso    | 3    | 183:12 | 7  | 84  | 1  | 92,31 | 2,29 |

Záp. = Odehrané zápasy; Čas = Čas na ledě (minuty); OG = Obdržené góly; PZ = Počet zásahů; ČK = Čistá konta; Úsp% = Procento úspěšných zásahů; POG = Průměr obdržených gólů na zápas

## Medailisté
Kanada
Brankáři: Eric Comrie, Zach Fucale

Obránci: Madison Bowey, Dillon Heatherington, Joe Hicketts, Samuel Morin, Josh Morrissey, Darnell Nurse, Shea Theodore

Útočníci: Lawson Crouse, Max Domi, Anthony Duclair, Robby Fabbri, Frédérik Gauthier, Curtis Lazar, Connor McDavid, Nick Paul, Nic Petan, Brayden Point, Sam Reinhart, Nick Ritchie, Jake Virtanen

Trenér: Benoit Groulx.
  Rusko
Brankáři: Denis Kostin, Ilja Sorokin, Igor Šesťorkin

Obránci: Alexandr Bryncev, Nikita Čerepanov, Dmitrij Judin, Vladislav Gavrikov, Zjat Pajgin, Ivan Provonov, Rušan Rafikov, Rinat Valijev

Útočníci: Ivan Barbašov, Pavel Bučnevič, Vladimir Brjukvin, Alexandr Dergačjov, Ivan Fišenko, Nikolaj Goldobin, Anatolij Golyšev, Vladislav Kameněv, Vjačeslav Lešenko, Maxim Mamin, Alexandr Šarov, Sergej Tolčinskij

Trenér: Valerij Bragin.
  Slovensko
Brankáři: Denis Godla, Daniel Gibl, Dávid Okoličány

Obránci: Patrik Bačik, Erik Černák, Marco Hochel, Matúš Holenda, Christián Jaroš, Dominik Jendroľ, Branislav Pavúk, Mislav Rosandić

Útočníci: Radovan Bondra, Peter Cehlárik, Michal Kabáč, Patrik Koyš, Róbert Lantoši, Matej Paulovič, Samuel Petráš, Dominik Rehák, Martin Réway, Pavol Skalický, Matúš Sukeľ, Dávid Šoltés

Trenér: Ernest Bokroš.

## Konečné pořadí
| Poř.             | Mistrovství světa | Z | V | VP | PP | P | GV | GI | +/- | B  |
| ---------------- | ----------------- | - | - | -- | -- | - | -- | -- | --- | -- |
| Zlatá medaile    | Kanada            | 7 | 7 | 0  | 0  | 0 | 39 | 9  | +30 | 24 |
| Stříbrná medaile | Rusko             | 7 | 3 | 1  | 0  | 3 | 24 | 17 | +7  | 10 |
| Bronzová medaile | Slovensko         | 7 | 4 | 0  | 0  | 3 | 15 | 22 | −7  | 12 |
| 4.               | Švédsko           | 7 | 5 | 0  | 0  | 2 | 27 | 17 | +10 | 15 |
| 5.               | USA               | 5 | 2 | 1  | 0  | 2 | 16 | 9  | +7  | 8  |
| 6.               | Česko             | 5 | 1 | 1  | 0  | 3 | 12 | 17 | −5  | 5  |
| 7.               | Finsko            | 5 | 1 | 0  | 1  | 3 | 8  | 14 | −6  | 4  |
| 8.               | Dánsko            | 5 | 0 | 1  | 2  | 2 | 10 | 23 | −13 | 4  |
| 9.               | Švýcarsko         | 6 | 3 | 0  | 1  | 2 | 19 | 22 | −3  | 10 |
| 10.              | Německo           | 6 | 0 | 0  | 0  | 6 | 6  | 27 | −21 | 0  |

## I. divize

### Skupina A
Skupina A I. divize proběhla v Itálii ve městě Asiago od 14. do 20. prosince 2014.
| Tým          | Z | V | VP | PP | P | VG | IG | B  |
| ------------ | - | - | -- | -- | - | -- | -- | -- |
| 1. Bělorusko | 5 | 4 | 1  | 0  | 0 | 22 | 9  | 14 |
| 2. Norsko    | 5 | 2 | 2  | 0  | 1 | 16 | 11 | 10 |
| 3. Lotyšsko  | 5 | 2 | 0  | 1  | 2 | 15 | 11 | 7  |
| 4. Itálie    | 5 | 1 | 1  | 0  | 3 | 16 | 22 | 5  |
| 5. Rakousko  | 5 | 1 | 0  | 2  | 2 | 21 | 27 | 5  |
| 6. Slovinsko | 5 | 1 | 0  | 1  | 3 | 17 | 27 | 4  |

| postup do elitní skupiny | sestup do skupiny B I. divize |

### Skupina B
Skupina B I. divize proběhla v Maďarsku ve městě
Dunaújváros od 14. do 20. prosince 2014.
| Tým           | Z | V | VP | PP | P | VG | IG | B  |
| ------------- | - | - | -- | -- | - | -- | -- | -- |
| 1. Kazachstán | 5 | 5 | 0  | 0  | 0 | 23 | 9  | 15 |
| 2. Ukrajina   | 5 | 2 | 1  | 0  | 2 | 10 | 11 | 8  |
| 3. Polsko     | 5 | 2 | 0  | 1  | 2 | 13 | 15 | 7  |
| 4. Francie    | 5 | 2 | 0  | 1  | 2 | 11 | 13 | 7  |
| 5. Japonsko   | 5 | 1 | 1  | 0  | 3 | 15 | 17 | 5  |
| 6. Maďarsko   | 5 | 0 | 1  | 1  | 3 | 9  | 16 | 3  |

| postup do skupiny A I. divize | sestup do skupiny A II. divize |

## II. divize

### Skupina A
Skupina A II. divize proběhla v Estonsku ve městě Tallinn od 7. do 13. prosince 2014.
| Tým               | Z | V | VP | PP | P | VG | IG | B  |
| ----------------- | - | - | -- | -- | - | -- | -- | -- |
| 1. Velká Británie | 5 | 4 | 1  | 0  | 0 | 22 | 13 | 14 |
| 2. Litva          | 5 | 2 | 1  | 1  | 1 | 24 | 19 | 9  |
| 3. Jižní Korea    | 5 | 2 | 1  | 1  | 1 | 18 | 18 | 9  |
| 4. Nizozemsko     | 5 | 1 | 1  | 0  | 3 | 18 | 16 | 5  |
| 5. Estonsko       | 5 | 1 | 0  | 1  | 3 | 12 | 22 | 4  |
| 6. Rumunsko       | 5 | 1 | 0  | 1  | 3 | 18 | 24 | 4  |

| postup do skupiny B I. divize | sestup do skupiny B II. divize |

### Skupina B
Skupina B II. divize proběhla ve Španělsku ve městě Jaca od 13. do 19. prosince 2014.
| Tým           | Z | V | VP | PP | P | VG | IG | B  |
| ------------- | - | - | -- | -- | - | -- | -- | -- |
| 1. Chorvatsko | 5 | 5 | 0  | 0  | 0 | 22 | 9  | 15 |
| 2. Španělsko  | 5 | 4 | 0  | 0  | 1 | 27 | 10 | 12 |
| 3. Austrálie  | 5 | 2 | 0  | 1  | 2 | 15 | 15 | 7  |
| 4. Belgie     | 5 | 1 | 1  | 1  | 2 | 15 | 17 | 6  |
| 5. Srbsko     | 5 | 1 | 1  | 0  | 3 | 9  | 19 | 5  |
| 6. Island     | 5 | 0 | 0  | 0  | 5 | 11 | 29 | 0  |

| postup do skupiny A II. divize | sestup do III. divize |

## III. divize
III. divize proběhla na Novém Zélandu ve městě Dunedin od 20. do 25. ledna 2015.
| Tým             | Z | V | VP | PP | P | VG | IG | B  |
| --------------- | - | - | -- | -- | - | -- | -- | -- |
| 1. Čína         | 4 | 4 | 0  | 0  | 0 | 29 | 3  | 12 |
| 2. Nový Zéland  | 4 | 2 | 0  | 1  | 1 | 13 | 11 | 7  |
| 3. Mexiko       | 4 | 1 | 1  | 0  | 2 | 8  | 10 | 5  |
| 4. Jižní Afrika | 4 | 1 | 0  | 0  | 3 | 4  | 22 | 3  |
| 5. Turecko      | 4 | 1 | 0  | 0  | 3 | 7  | 15 | 3  |

- Bulharsko se 27. prosince 2014 vzdalo účasti.

| postup do skupiny B II. divize |